# Salitre de San Lucas
Salitre de San Lucas är en ort i kommunen Tejupilco i delstaten Mexiko i Mexiko. Samhället hade 243 invånare vid folkräkningen 2020.